# Oxycephala
Oxycephala is een geslacht van kevers uit de familie bladkevers (Chrysomelidae).
De wetenschappelijke naam van het geslacht werd in 1838 gepubliceerd door Félix Édouard Guérin-Méneville.

## Soorten
- Oxycephala cornigera Guérin-Méneville, 1838